# Ermessenda de Pelet
Ermessenda de Pelet, també coneguda per la historiografia com a Ermessenda I, (? - setembre/novembre de 1176) va ser la darrera hereva del comtat de Melguer i l'última comtessa abans que el feu s'acabés unint al comtat de Tolosa.
Ermessenda era filla de Bernat V de Pelet, que s'havia casat amb Beatriu, filla de Bernat IV de Melguer i vídua de Berenger Ramon de Provença. En nom de la seva dona, Bernard V va governar el comtat des del 1146 fins al 1170.
Ermessenda es va casar per primera vegada el 1170 amb Pere Bermond, senyor d'Andusa, amb qui va governar Melguer del 1170 al 1172, any en què Pere Bermond va morir. El 1173 es va casar amb Ramon VI de Tolosa, tot i que el matrimoni no va durar gaire perquè Ermessenda va morir el 1176.
El seu testament, redactat poc abans de la seva mort, va tenir com a testimonis al cardenal Ramon de les Arenes, Aldebert, bisbe de Nimes, Bernat Ató V Trencavell, vescomte de Nimes i Agde, i Guiu Guerrejat, tutor de Guillem VIII de Montpeller.
Després del 1176, Ramon VI va continuar dirigint Melguer fins al 1190, quan el comtat es va integrar a Tolosa.